# Histoire du mouvement wallon
 (juin 2024).
L'histoire du mouvement wallon commence en 1880, date que l'on s'accorde à prendre comme point de repère initial. Avant le mouvement wallon, de nature politique, il existe des mouvements littéraires et folkloriques dès 1856, année où est instituée la Société liégeoise de littérature wallonne. Cependant, c'est autour de 1880 qu'est fondé le Mouvement de défense wallonne et francophone, à la suite des premières lois linguistiques des années 1870. Il prendra par la suite le caractère d'un mouvement revendiquant l'existence d'une Wallonie et d'une identité wallonne, tout en n'abandonnant pas la défense du français.

## Origines
Les questions linguistiques et les problèmes communautaires qui en découlent trouvent leur origine durant l'occupation française avec les premières lois linguistiques, Après l'invasion des Pays-Bas autrichiens, les révolutionnaires français entreprennent leur francisation dans le cadre de leurs politiques jacobines. Par le décret du 2 thermidor An II, seule la langue française est autorisée pour les aspects officiels de la vie comme l'administration, le droit, l'armée, la presse et l'enseignement, alors que durant l'Ancien Régime coexistaient le français et les différentes langues endogènes, voire le latin et même l'anglais pour le commerce,. Durant le Consulat et l'Empire, les mesures de francisation allèrent encore plus loin : tous les fonctionnaires avaient l'obligation de devenir « citoyen français » ; on envoyait des membres de la bourgeoisie et du clergé français en Belgique pour remplacer les élites du pays et, inversement, l'élite belge en France pour les éloigner de leurs racines et leur culture, comme les séminaristes formés à Paris et Lyon sous l'impulsion de l'archevêque de Malines Jean-Armand de Roquelaure, clerc français installé par les autorités françaises.
Après la défaite de l'Empire français de Napoléon Ier et le congrès de Vienne, les provinces belgiques des anciens Pays-Bas autrichiens sont unies au royaume des Pays-Pas de Guillaume Ier pour former le royaume uni des Pays-Bas. Celui-ci, tout en tenant compte de l’importance historique accordée à la culture de langue française, donna à la seule langue néerlandaise le statut de « langue nationale » afin de réduire l'influence des idées françaises. Le 15 septembre 1819, Guillaume d'Orange, lui-même francophone, établit par arrêté royal le néerlandais comme langue officielle pour la justice et l'administration, mais sans exclure l'utilisation d'autres langues. Cette politique linguistique d'indépendance culturelle et politique face à la France contribua entre autres à la révolution belge de 1830 et à la législation linguistique des premiers gouvernements unionistes. 
Ces premiers gouvernements du jeune état belge, dirigés par une bourgeoisie francophile héritée de l'occupation française, ne reconnurent en effet officiellement que la langue française, même si la Constitution proclame la liberté des langues, ce qui fit naître dès les années 1840 le mouvement flamand. Dans la seconde moitié du XIXe siècle nait un mouvement littéraire et folklorique wallon qui reste « le privilège d'homme éduqués qui étudient une région « oubliée », mais en fait inventée, et célèbrent ses traditions folkloriques, ses dialectes, son passé et ses paysages ». C'est en réaction aux revendications linguistiques du mouvement flamand, ainsi qu'à la toute-puissance du nouveau parti catholique à partir des années 1880, qu'apparut le mouvement politique wallon proche de la bourgeoisie libérale. Lode Wils va jusqu'à dire que : 
« L'opposition ethnique entre Wallons et Flamands est née de l'opposition idéologique. »

## 1880-1898: Non-reconnaissance du néerlandais
Né en Flandre et à Bruxelles, un « mouvement de défense francophone » se met en place dans les cercles de fonctionnaires francophones pour lutter contre l'introduction du néerlandais dans l'administration, ce qui équivaut pour ses premiers militants wallons à des pertes d'emploi, du gaspillage d'argent, l'infantilisation de la culture et à une atteinte à l'unité nationale. La première société wallonne à vocation politique est la Ligue wallonne d'Ixelles, créée en 1877. En 1883 nait la Ruche wallonne à Anvers, dont le slogan est « Wallon suis, Belge avant tout ». Le mouvement wallon arrive assez rapidement dans le sud du pays mais se cantonne au milieu de la bourgeoisie, où les libéraux sont alors au premier rang, ceux-ci jugeant le mouvement flamand comme une machination cléricale destinée à garder sous la coupe de la religion les provinces néerlandophones qu'ils considèrent comme arriérées.
Les premiers membres du mouvement wallon ne font jamais la promotion du fédéralisme ou du séparatisme ; ils se cantonnent à la défense de la Belgique et de la langue française qui, selon eux, est le ciment de l'unité du pays : « Le mouvement wallon naissant s'inscrit donc dans une perspective belge telle qu'ont été définis les contours et surtout l'identité linguistique de cet État en 1830. Il considère l'acquisition de la langue française comme une forme d'adhésion à la Belgique et aux grands principes de liberté dans la Constitution. ». Pour des historiens comme Lode Wils, le mouvement est né comme un mouvement de colonisation administrative de la Flandre, à comparable à ce que le mouvement prussien du Kulturkampf en Pologne.
Toute une série de ligues wallonnes se battront durant cette période contre toute avancée législative concernant l'usage du néerlandais dans la vie officielle. La plus importante d'entre elles est la Société de propagande wallonne, qui est créée le 23 février 1888 par l’avocat libéral Édouard Termonia. La Société se donne un triple objectif : défendre les droits acquis des agents « wallons » dans l'administration publique, défendre la langue et la culture françaises, et unifier sous une bannière commune les ligues wallonnes de Bruxelles. Elle organise les premiers Congrès wallons : à Bruxelles en juillet 1890, à Namur en décembre 1891, à Liège en novembre 1892, et à Mons en novembre 1893. Dans ce dernier congrès, selon Yves Quairiaux, les délégués venus du sud du pays étaient en très nette minorité, et l'assemblée vota d'ailleurs en faveur de l'enseignement du néerlandais dans les provinces francophones. Ces premiers congrès ne sont pas fort populaires, encore moins au sud, et ces premiers acteurs du mouvement wallon ne sont pas extrêmement organisés, à tel point qu'un cinquième congrès prévu à Verviers en 1894 est annulé faute de préparation.
Leur principale revendication est l'« unilinguisme en français en Belgique », et ils essayent de faire du lobbying sur les hommes politiques de l'époque. En 1895, la Société de propagande wallonne décide de demander aux députés de quitter la séance de la Chambre quand un orateur sachant le français prononcera un discours en flamand. En 1896, quand la loi Coremans-De Vriendt est pour la première fois proposée, la Société de propagande wallonne, aidée de la Ligue wallonne d’Ixelles, commence une campagne de protestation. Elles envoient au Sénat des pétitions principalement signées par les administrations communales, mais aussi par des membres du barreau, particulièrement bien représentés au sein du Mouvement wallon actif à Bruxelles. Il s'agit pour eux de préserver leur statut et leurs privilèges mis en danger par la reconnaissance du néerlandais dans l'administration et la justice, proposée par la loi Coremans-De Vriendt, qui déclare dans son premier article que « Les lois sont votées, sanctionnées, promulguées et publiées en langue française et en langue flamande. »

## 1898-1914: Création politique de la Wallonie

### 1898-1905: Prise de conscience politique
La loi Coremans-De Vriendt, appelée « loi d'Égalité » (« Gelijkheidswet » en néerlandais), votée par une courte majorité et promulguée le 18 avril 1898, marque un tournant dans l'histoire et les revendications du mouvement wallon. Pour Maarten Van Ginderachter, c'est à ce moment-là que le mouvement prend des traits historicistes, ethno-culturels et territoriaux. Dès sa première proposition en 1895, le mouvement, qui politiquement se cantonnait presque à Bruxelles et à la Flandre, reçoit l'apport des francophones du sud du pays, particulièrement des Liégeois, qui deviendront rapidement majoritaires. La Société de propagande wallonne, qui avait été la locomotive du mouvement wallon pendant plusieurs années, se voit passer au second plan et disparaître rapidement en 1900 après avoir connu un certain éclat, à la suite du vote de la loi d'Égalité, période durant laquelle elle avait créé L’Organe wallon. Cette publication sera absorbée, en janvier 1899, par L’Âme wallonne, éditée par la Ligue wallonne de Liège. Fondée en 1897 par le libéral Julien Delaitte, cette ligue prend vite la direction du mouvement wallon.
Au lendemain du vote de la loi Coremans-De Vriendt, la Ligue wallonne de Liège lance un appel partout en Belgique pour créer la Ligue nationale wallonne, qui voit le jour le 8 mai 1898. Cette nouvelle ligue représente bien cette période 1898-1905 qui montre l'affirmation graduelle d'une Wallonie politique aux dépens des intérêts francophones en Flandre et à Bruxelles. Une dernière tentative se fait en 1899 par la Société de propagande wallonne qui demande, lors d’une assemblée plénière qu'elle convoque, le transfert à Bruxelles du siège du comité directeur et exécutif de la Ligue mais sans succès, « les autres villes de Wallonie estimant que Liège était bien la capitale wallonne ».
Le rapport politique entre le wallon et le mouvement wallon change aussi. Avant la loi d'Égalité, cette expression même d’égalité des langues n'était pas acceptée par les militants wallons qui considéraient le flamand, à l'instar du wallon, comme un idiome. Selon eux, les Flamands devaient abandonner leurs idiomes comme les Wallons l'avaient fait. Avec la reconnaissance du néerlandais, la volonté de défendre le wallon commence à naître au sein du mouvement wallon et c'est ainsi que, par exemple, la Ligue wallonne de Liège commence à publier, dans L’Âme wallonne, de nombreux articles en wallon. Son usage était auparavant resté cantonné aux publications des associations culturelles et folkloriques. La promotion de la langue wallonne ne sera pourtant jamais forte de la part des wallingants, trop attachés à un certain jacobinisme français.

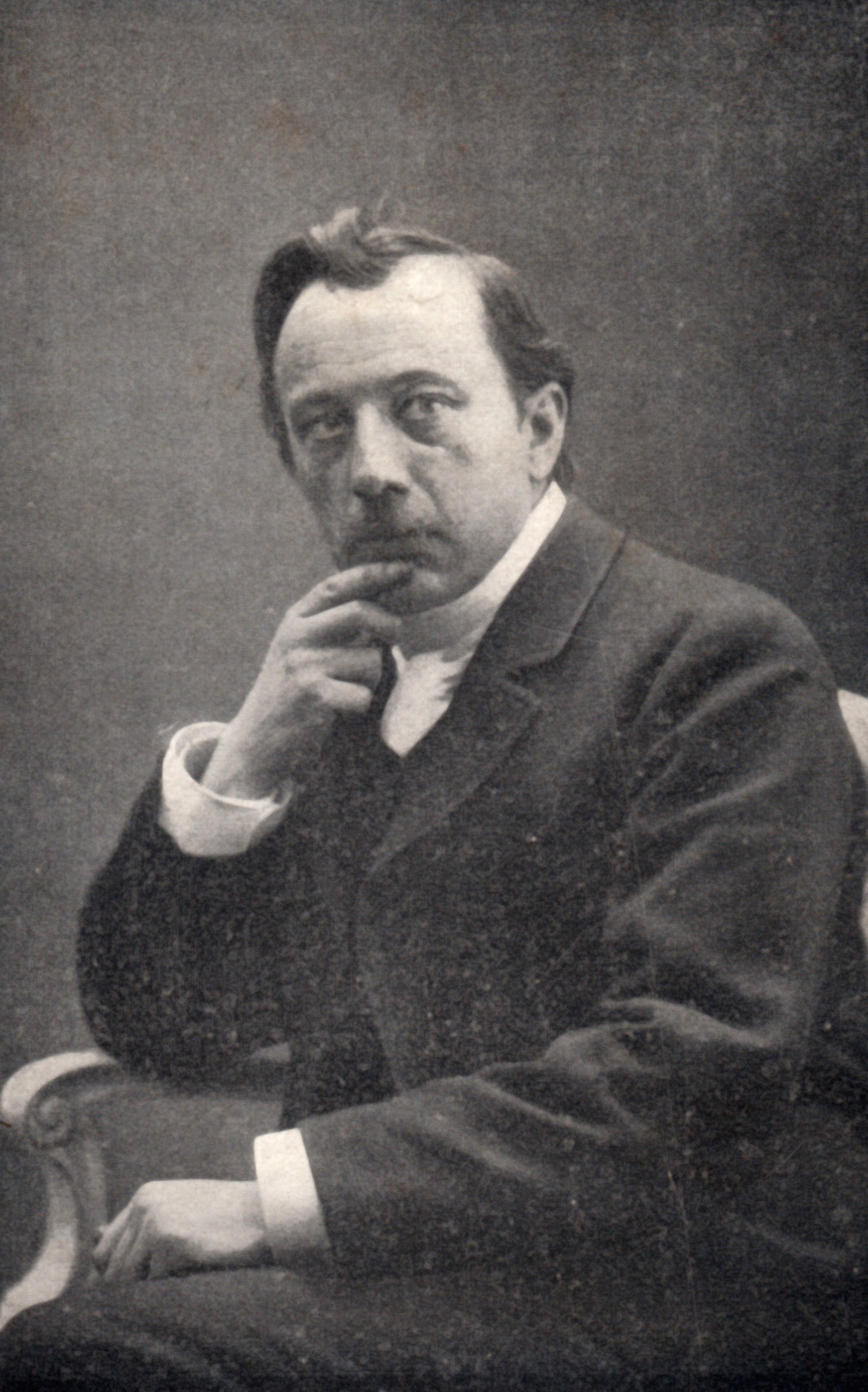
Jules Destrée (1913).

Il y a donc, chez les élites francophones, durant cette courte période, une prise de conscience de la nécessité politique de « créer une Wallonie unilingue francophone pour ne pas être mis en minorité partout en Belgique » à la suite de la reconnaissance du néerlandais comme langue officielle. Alors qu'autrefois le mot « Wallonie », inventé en 1844 par Joseph Grandgagnage, désignait une région linguistique et culturelle, il acquiert lentement une signification politique propre. Cette acquisition d'un sens politique est jumelée avec les projets fédéralistes en Belgique : timides et peu entendus jusqu'au Congrès wallon de 1905, les propositions d'une Wallonie politique et d'une Belgique fédérale s'affirmeront jusqu'à donner la lettre de Jules Destrée en 1912.
« Si nous, démocrates, ne pouvons conquérir la Belgique, alors nous n'abandonnerons pas la Wallonie aux réactionnaires cléricaux et, même en Flandre, nous n'abandonnerons pas notre position de plein gré. »

### 1905-1914: Affirmations politiques
Le cinquième congrès wallon, le premier réellement important, qui se déroule à Liège en 1905 à l'occasion de l'Exposition universelle, est une nouvelle étape dans le mouvement wallon. C'est à partir de cette date que les idées autonomistes et séparatistes murissent, qui se concrétiseront aux Congrès wallon de 1912 et celui de 1914.
L'originalité wallonne est proclamée au congrès de 1905, mais la structure unitaire de la Belgique n'y est pas attaquée comme le montre le discours de Julien Delaite qui voulait le congrès pacifique et apolitique prononcé à l'occasion dans la salle académique de l’université de Liège :
« Nous l’avons organisé en dehors de tout esprit de parti, pour exposer les justes revendications des Wallons et pour exalter l’âme wallonne. Nous ne voulons critiquer que ce qui est critiquable, mais voulons tout dire, le dire sans crainte. Nous n’attaquons pas les Flamands, mais nous entendons flageller les exagérations flamingantes qui menacent l’intégrité de la patrie belge. Nous voulons aussi mettre en lumière ce que les Wallons furent dans le passé, ce qu’ils réalisent dans le présent, ce à quoi ils aspirent pour l’avenir. »
C'est le dernier congrès où les militants wallons défendent l'unité du pays, voire l'unilinguisme national comme a essayé de le faire Julien Delaite à cette occasion. Par la suite, le séparatisme administratif, voire total, sera toujours prôné par les wallingants. Le congrès de 1905, sous le patronage du gouvernement – ce qui ne manqua pas d'amuser quelques militants comme Hector Chainaye –, réunit vingt-cinq sociétés et plus de cinq cents adhésions individuelles assez variées : il y eut des hommes politiques, des artistes, des hommes de lettres, mais aussi des industriels, dont la plupart était libéraux et liégeois. Le mouvement wallon rassembla toujours très peu de conservateurs, la plupart des wallingants furent des libéraux bruxellois et liégeois jusqu'à ce congrès, mais ce sont les socialistes qui prennent par la suite la main.
Cette arrivée massive des socialistes ne vient plus seulement d'un clivage linguistique, mais également d'un clivage politique. La Belgique voit se succéder depuis octobre 1884 une série de gouvernements catholiques qui tirent le plus gros de leur électorat chez les néerlandophones. Les libéraux et les socialistes décident de s'organiser en cartel sur l'ensemble du pays pour les élections législatives du 2 juin 1912 et provinciales du 9 juin 1912. Ce pôle de gauche libérale-socialiste ne remporte pas les élections, et c'est dans cette lourde atmosphère de défaite que se déroule le congrès de 1912, qui commence le 7 juin 1912 et qui est à l'origine d'un changement profond au sein du mouvement. La majorité des militants wallons, et ce depuis quelques années, considèrent alors que la majorité de la droite catholique au Nord est installée pour longtemps et qu'elle rend stérile la majorité de gauche du Sud, ce que souligna le journal Het Laaste Nieuws lors du projet de flamandiser l'université de Gand : « À nouveau nous attirons l'attention de chacun sur la tactique des opposants au mouvement flamand : ils savent qu'ils sont balayés partout dans les régions flamandes – dès lors ils doivent exciter les Wallons. ». Cette constatation pèse lourd dans « le passage de l'antiflamingantisme unitaire aux revendications wallonnes proprement dites ». Le congrès de 1912 est alors l'occasion de revendiquer clairement la séparation administrative et l'existence d'une Wallonie. Cette proposition politique, déjà avancée timidement dès 1897 et 1898, respectivement par Albert Mockel et Julien Delaite, devient une des revendications principales du mouvement wallon à partir de ce « Congrès de combat », comme le définissent ses organisateurs. Et c'est durant ce congrès de 1912 que le nationalisme wallon naît réellement : une Assemblée wallonne est constituée comme parlement wallon officieux dont le but premier est « la promotion de l'idée d'une séparation administrative avec l'unilinguisme en Wallonie et le bilinguisme en Flandre ». Ce déséquilibre évident dans les revendications wallonnes ne fera que radicaliser le mouvement flamand.

Drapeau officiel de la Wallonie.

L'Assemblée wallonne est le premier organisme wallon unifié, et il acquiert rapidement une grande influence dans le mouvement wallon qu'il garde jusqu'au début des années 1930. Ce parlement wallon officieux sera le symbole du combat pour l'autonomie de la nation wallonne : il définira le drapeau wallon, la manière dont devra être divisé administrativement le pays en deux, comme le choix de Namur comme capitale et la division de la province de Brabant. Ce choix sera suivi par les Allemands dans le cadre de la Flamenpolitik destinée à détruire la Belgique. Malgré la défense des thèses unionistes, les politiques du mouvement wallon se montrent destinées à diviser la Belgique de manière irrévocable.
C'est aussi dans l'esprit de ce congrès que le socialiste Jules Destrée écrit sa Lettre au Roi sur la séparation de la Wallonie et de la Flandre qui, avec l'Assemblée wallonne, représente parfaitement cette période du mouvement wallon. Période fort agitée de radicalisation comme le montrent les faits arrivés lors de la « Joyeuse Entrée » du roi Albert Ier le 13 juillet 1913 à Liège, où il est accueilli par des manifestations indépendantistes : « Lorsque, entre le palais provincial et l'Hôtel de Ville, la foule rompt les cordons policiers protégeant le roi, les wallonisants exaspérés profitent du désarroi pour manifester à la famille royale leurs aspirations d'indépendance. Brandissant le drapeau wallon au coq rouge, ils se précipitent vers le landau et balancent sous le nez du roi les couleurs nouvelles. » Le journal socialiste et républicain Le Peuple ajoute que « tandis que des fleurs tombent des étages monte le cri dominant "Vive la Wallonie !" ». D'autres journaux, comme La Gazette de Liège, minimiseront ces manifestations.

## 1914-1939: Entre-deux-guerres

### 1914-1928: Coup de frein et divisions
La Première Guerre mondiale ravive l'esprit patriotique en Belgique, surtout après la Flamenpolitik mise en place par les forces d'occupation allemandes durant la guerre. Alors que la plupart des organisations wallingantes et flamingantes cessent leurs activités, une minorité de militants wallons et flamands vont faire de la collaboration active avec l'occupant. L'activisme wallon est encore plus marginal que du côté flamand, mais il semble moins manipulé par les autorités allemandes que ce dernier. À la fin de la guerre, les activistes wallons et flamands seront sévèrement jugés, mais seul l'activisme flamand sera utilisé durant l'Entre-deux-guerres contre les revendications flamandes dès le printemps 1919, alors que l'activisme wallon tombe dans l'oubli, la presse francophone et également les journaux de propagande wallonne s'attelant à créer une image de « Flandre embochée » :

« Il est vrai que la presse francophone ne cessera de jeter le discrédit sur toutes les revendications flamandes en les amalgamant aux actions des activistes menées sous le haut patronage de l'Allemagne détestée. En effet, dès le printemps 1919, des articles de presse commencent à associer activisme et mouvement flamand ; ce qui finira par créer l'image d'une Flandre embochée. […] À la fin de la guerre, les activistes wallons sont jugés avec la même virulence que leurs homologues flamands et pour les mêmes raisons. Mais, une fois condamnés, ils disparaissent des mémoires ; alors que l'activisme flamand est de plus en plus utilisé contre les revendications flamandes. »

L'expérience de la Première Guerre mondiale et le ravivement du patriotisme belge mettent un coup de frein au mouvement wallon, qui commençait seulement à s'affirmer quelques années plus tôt, et se révèlent un facteur de division en son sein. L'Assemblée wallonne, alors porte-drapeau des revendications wallonnes, adopte une position nationaliste belge, position à l'opposé de son but premier. Cela entraîne des tensions avec les wallingants les plus radicaux, qui quittent alors l'Assemblée et ses organes satellites. Ces tensions arrivent au moment de la loi linguistique de 31 juillet 1921, qui prévoit la constitution de trois Régions linguistiques, deux unilingues – une néerlandophone et une francophone – et une bilingue. Même si, dans les faits, les communes bilingues et de la Région néerlandophone et de la Région francophone deviendront toutes francophones et que le bilinguisme de Bruxelles fut aussi considéré comme une victoire par les francophones, cette loi est ressentie comme une menace par les militants wallon, car elle met en cause l'expérience jusqu'ici unilingue de la Wallonie. La loi prévoit en effet que l'autre langue puisse être utilisée dans chaque Région linguistique. Malgré tous les amendements apportés à la loi au Sénat, seuls trois députés wallons sur cinquante neuf à la Chambre la voteront : cinquante et un votent contre et six s'abstiennent. Dès 1920, l'Assemblée subit une grosse désaffection et perd ses noms les plus illustres, alors que se créent un peu partout des ligues dissidentes. Le Comité d'action de l'Assemblée wallonne à Liège se constitue en nouvelle Ligue d'action wallonne et s'affirme de plus en plus, à partir de 1923, comme le nouveau chef de file du mouvement. Cette ligue entreprend alors un laborieux travail de propagande : de 1924 à 1930, elle organise sept congrès annuels, d'où naît un nouveau rassemblement des associations wallonnes, la Concentration wallonne.

### 1929-1939: Nationalisme wallon raffermi
La suprématie de la nouvelle Ligue d'action wallonne de Liège et sa concentration wallonne représentent bien la période de radicalisation du wallingantisme. Ces années 1930 sont une décennie de radicalisation pour plusieurs raisons : la loi linguistique de 1921 prescrivant l'usage du néerlandais en Wallonie et, aussi, la radicalisation conjointe du mouvement flamand, le tout dans une atmosphère lourde, avec l'émergence ou la consolidation de courants de pensée comme le fascisme, le communisme ou le national-socialisme.
La Concentration wallonne initiée par les factions les plus radicales organise dès 1930 les Congrès de la Concentration wallonne. Le premier s'organise à Liège les 27 et 28 septembre 1930 à l'occasion du centenaire de l'indépendance belge avec le souhait des organisateurs que toutes les tendances wallingantes, tant extrémistes que modérées, soient représentées. Les congressistes se rallient tous autour d'une motion intransigeante : l'identité et l'intégrité françaises de la Wallonie et la reconnaissance aux Flamands de leur identité propre. « On passe donc à l'unilinguisme régional total ». Ils décident que c'est dans le cadre de la Belgique que la solution au différend wallo-flamand doit être trouvé, ce qui implique une révision constitutionnelle et instaure à cet effet une commission pour élaborer un projet à soumettre pour le prochain congrès. Au congrès suivant, la Commission présente son choix : le projet fédéraliste, préféré au système provincialiste plus modéré et au séparatisme pur et simple. Un texte de résolution est alors rédigé et les congressistes le ratifient à l’unanimité, moins neuf abstentions, celles entre autres des délégués de la Fédération des Sociétés wallonnes de l’Arrondissement de Bruxelles. Cette résolution est le premier texte important du mouvement wallon, auquel se joignent des membres de la gauche chrétienne comme Élie Baussart.
Ce retour aux idées de 1912 et ce renversement dans les revendications wallonnes au profit d'une région néerlandophone unilingue vient principalement de la peur des « îlots flamands » – un outil de l'« impérialisme flamand » dans les discours wallingants – dans les provinces francophones, car la loi linguistique de 1921 y prévoit l'usage du néerlandais. De plus, beaucoup de flamands s'installent au sud du pays pour travailler et cela ne plaît pas aux wallingants, car ces nouvelles populations sont souvent proches du parti catholique et pourraient remettre en question l'unilinguisme de leur Wallonie, comme a pu le dire le libéral François Bovesse :

« Wallons, prenons garde à cet aspect du problème. La Flandre prolifique nous envahit lentement ; si ceux qui viennent vers nous et que nous accueillons fraternellement s'isolent en des groupements flamands linguistiques, si certains fanatismes les aident à ne pas être absorbés, si une législation administrative peu nette en matière linguistique favorise cette non-absorption, Wallons, prenez garde, dans cinquante ans votre terre ne sera plus à vous.
C'est dur, c'est amer de "lâcher" les français de Flandre, ce serait bien plus dur et plus dangereux de sacrifier notre unité linguistique. »

Dans le même temps, la loi linguistique est également considérée comme dangereuse par les militants flamands et, selon eux, elle contribue au grignotage territorial en faveur du français. Les wallingants se mettent alors d'accord avec les flamingants. Le 16 mars 1929, le wallingant Destrée et le flamingant Camille Huysmans signent, avec vingt-six autres députés socialistes au sein du P.O.B, le « Compromis des Belges » pour l’homogénéité linguistique et culturelle de la Flandre et de la Wallonie, débouchant sur la loi linguistique du 14 juillet 1932 prescrivant le néerlandais comme langue officielle de la Flandre, le français comme langue officielle de la Wallonie, sacrifiant consciemment les droits linguistiques des francophones de Flandre.
D'autres congrès de la Concentration wallonne émailleront le mouvement wallon jusqu'à la guerre, comme celui de 1935, durant lequel les militants revendiquent « le droit pour les Wallons à disposer d’eux-mêmes ». Ceux de 1933 et de 1936 sont l'occasion d'affirmer la nécessité d'une « collaboration économique entre la France et la Belgique » et de critiquer la politique étrangère belge de neutralité, arguant qu'elle est souhaitée par l'Allemagne et qu'un rapprochement avec la France était préférable, position inscrite dans la tradition francophile du mouvement wallon. Le congrès de 1937 est celui de « l'abandon du projet fédéraliste pour le projet confédéraliste » afin de favoriser une politique étrangère wallonne, notoirement pro-française. Ce congrès présidé par l'abbé Jules Mahieu est marqué par un déplacement du point de gravité de la Concentration wallonne de Liège vers le Hainaut. Ce changement de pôle, cristallisé par la présidence de Mahieu, en plus de divergences de plus en plus fortes depuis 1932, conduit le 8 novembre 1938 à la rupture entre la Ligue d'action wallonne et la Concentration.
La fin de l'Entre-deux-guerres est aussi le moment où se forment les premiers partis wallons. C'est le cas du Parti nationaliste wallon-Parti français de Belgique et le Parti démocratique wallon, tous deux pour les élections anticipées du 2 avril 1939. Le premier, créé en 1938 par la Ligue wallonne des Deux-Houdeng, suivait la pensée prônant la réunion de la Wallonie à la France du comte Albert du Bois et sombra vite dans l'oubli. Le second est le Front démocratique wallon de l'abbé Mahieu, transformé en parti quelques semaines avant les élections. N'ayant reçu le soutien d'aucune association wallonne et avec, pour seules figures importantes du mouvement wallon, l'abbé Jules Mahieu et Arille Carlier, ce parti wallingant ne récolte que 10 000 voix dans les sept arrondissements où il se présente.

## 1940-1959: Occupation, Libération et Question royale

### 1940-1944: La résistance wallonne

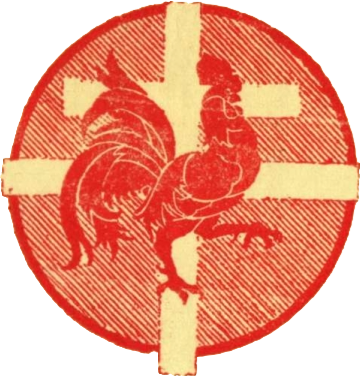
Emblème du mouvement de résistance Wallonie libre utilisé lors sur les tracts et messages diffusés par ses membres. Il s'agit du drapeau wallon avec la Croix de Lorraine de la France libre du général de Gaulle.

Au cours de la Seconde Guerre mondiale, de nombreux militants wallons se distinguent dans la Résistance. Ceux-ci créent diverses organisations clandestines durant l'occupation allemande. C'est le cas de Wallonie libre – appellation calquée sur celle de la France libre du général de Gaulle –, qui publie un journal du même nom et dans laquelle on retrouve de nombreux membres de la Concentration wallonne, ou encore Wallonie indépendante, d'inspiration communiste, et Wallonie catholique, un groupement de résistants chrétiens qui donnera naissance au Mouvement wallon catholique en 1943. 
La guerre est également l'occasion de voir le mouvement se radicaliser au sein de ses groupes clandestins. On peut citer le Rassemblement démocratique et socialiste wallon, groupement essentiellement liégeois rassemblant des hommes politiques et militants wallons libéraux et socialistes. Constitué à la fin de 1942, il a pour but la création d'un parti unique des « gauches » en Wallonie, mais l'entreprise échoue. Néanmoins, c'est dans les travaux de ce groupe, auxquels participent le libéral Fernand Schreurs et le socialiste Fernand Dehousse, que voit le jour du premier projet indépendantiste wallon.

## Après les années 1980
De nos jours, le mouvement wallon est jugé comme immobile par la presse. Le projet de constitution wallonne déposé auprès du Parlement wallon le 4 mai 2006 par des socialistes régionalistes – Jean-Claude Van Cauwenberghe, José Happart et quelques autres – avec la collaboration de l'Institut Jules-Destrée, « mis au frigidaire » assez rapidement face aux réactions négatives des autres partis politiques francophones, a semblé être l'un des derniers exemples en date de l'absence de soutien populaire et politique aux projets des militants wallons. À tel point que Pascal Fenaux a pu écrire dans La Revue Nouvelle que « le mouvement régionaliste wallon est cliniquement mort ». 
Le 29 février 2008, le Mouvement du manifeste wallon organise à Namur un rassemblement de « plus de 300 militants ». La Revue nouvelle publie par ailleurs au mois d'avril 2008 un numéro spécial intitulé « Wallonie-Bruxelles : au-delà de la Belgique », dans lequel sont étudiées les différentes options pour ces deux régions avec, pour l'essentiel, des collaborations de régionalistes wallons et bruxellois. Le ministre wallon Jean-Claude Marcourt plaide le même mois en faveur de la régionalisation de toutes les compétences de la Communauté française. Didier Gosuin, homme politique bruxellois du FDF-MR renchérit en déclarant « La Communauté, finissons-en ». Le même jour, Rudy Demotte, ministre-président de la Région wallonne et de la Communauté Wallonie-Bruxelles, et Charles Picqué, président de la Région bruxelloise, plaident, quant à eux, pour une Fédération Wallonie-Bruxelles. Le projet sera généralement bien accueilli, quoique interprété par certains comme un plaidoyer régionaliste mettant en cause la Communauté française, et par d'autres, comme le directeur du CRISP. Le groupe baptisé « Groupe Busquin-Spaak », chargé de repenser les relations institutionnelles entre Wallons et Bruxellois, semble s'orienter vers des propositions régionalistes. Mais les deux coprésidents qui donnent leur nom à cette assemblée précisent, à la suite de sa publication le 10 août, qu'il ne s'agit que d'un rapport intermédiaire. Les Verts, notamment, y verront une « faute politique ». Lors de la démission d’Yves Leterme le 14 juillet 2008, Luc Delfosse estime, en apparence contradictoirement, que « Ce pays, répétons-le, sans se lasser, ne survivra que s’il évolue vers un nouveau modèle : un État confédéral mature, composé de trois Régions émancipées : la Flandre, la Wallonie et Bruxelles. » La question du choix entre la priorité à donner aux Régions – Wallonie et Bruxelles – ou à la Communauté ne semble donc résolue ni dans un sens ni dans l'autre, alors que le régionalisme wallon et bruxellois se réveille dans un contexte d'exacerbation des problèmes communautaires belges.

## Proposition de constitution wallonne
Une « proposition de décret spécial visant à doter la Région wallonne d'une Constitution » est déposée auprès du Parlement wallon le 4 mai 2006, par les socialistes régionalistes Jean-Claude Van Cauwenberghe – ancien ministre-président de la Région wallonne –, José Happart – président du Parlement wallon –, Éliane Tillieux, Paul Ficheroulle, Maurice Bayenet et Christophe Collignon. Le texte, qui a bénéficié de la collaboration de Jean-Maurice Dehousse, de Robert Collignon et de l'Institut Jules-Destrée, serait, selon le souhait de ses auteurs, à soumettre à consultation populaire. Il s'accompagne de la proposition d'un second décret – le décret « Wallonie » – qui imposerait la dénomination « Wallonie » à la place de « Région wallonne », tout comme « Gouvernement » a remplacé « exécutif » et « Parlement » s'est substitué à « Conseil ».

### Réactions

#### Réactions défavorables
Cette proposition est accueillie avec réserve par une majorité du Parlement wallon, y compris par une partie des parlementaires et la direction du parti socialiste. Le CDH, partenaire du PS au gouvernement de la Région wallonne, la juge « dangereuse, inopportune et anti-constitutionnelle ». Les partis d'opposition, MR et Ecolo, regrettent la  rupture au sein des francophones qu’implique le projet et considèrent que ce texte ne fait pas partie des priorités,. 
Pour Marc Uyttendaele, constitutionnaliste pourtant proche du parti socialiste francophone – auquel appartient l'ensemble des promoteurs du projet –, « la personnalité des deux initiateurs du texte (Van Cau et Happart) a sans doute contribué à la disqualification du texte. Mais plus fondamentalement, s'il n'a guère eu d'écho, c'est en raison de son caractère suranné. L'heure n'est plus aux rêves d'une Wallonie indépendante et repliée sur elle-même. Jules Destrée a vécu. Les présidents des partis […] sont sur la même longueur d'onde […]. En cas de scission du pays, l'avenir de la Wallonie passera par Bruxelles, comme l'avenir de Bruxelles passera par la Wallonie. S'il est besoin d'une Constitution d'avant garde, c'est bien d'une Constitution francophone qu'il s'agit, […] à la seule fin de préparer un avenir possible. »

#### Réactions favorables
En revanche, le texte a bénéficié d'un a priori favorable dans les pages de deux grands groupes de presse de Wallonie : les Éditions de l'Avenir et le Groupe Sud-Presse.
Cette proposition a été anticipée en 1997 par l'Institut Jules-Destrée, à laquelle a également pris part Jean-Claude Van Cauwenberghe. Plus prospective et symbolique, ce premier projet ne comporte, outre le préambule, que quatre titres et quarate-cinq articles, contre treize titres et cent cinquante articles pour le projet de 2006.
Le 7 novembre, le projet de décret est remis sur la table de la commission du parlement wallon. Les discussions portent à nouveau sur l’opportunité et la validité juridique du décret, et non sur le texte lui-même. Il est finalement décidé de reporter l’examen de celui-ci à une date indéterminée, après que les juristes ont remis leurs rapports préliminaires, .